# Polemonium hyperboreum
Polemonium hyperboreum là một loài thực vật có hoa trong họ Polemoniaceae. Loài này được Tolm. miêu tả khoa học đầu tiên..